# ウェイン・ショーター
ウェイン・ショーター（英語: Wayne Shorter、1933年8月25日 – 2023年3月2日）は、ジャズのテナー・サクソフォーンおよびソプラノ・サクソフォーン奏者、作曲家である。アメリカ合衆国ニュージャージー州ニューアーク生まれ。ジャズ・メッセンジャーズのメンバーとして活躍し、作曲も担当した。1960年代にはマイルス・デイヴィスのクインテットに参加した後、ジョー・ザヴィヌルとともにウェザー・リポートを結成した。
演奏家としての活躍もさることながら、作曲家としても高く評価されており、スタンダードとして広く演奏されている楽曲もある。「ニューヨーク・タイムズ」のベン・ラトリフは最も偉大なジャズ作曲家、最も偉大な即興演奏家の一人と評した。2022年現在、グラミー賞に21回ノミネートされ11回受賞している。2017年にはポーラー音楽賞を受賞した。日本での人気も高く、『スイングジャーナル』誌の人気投票ソプラノ・サックス海外部門において、1973年から少なくとも2001年まで29年連続1位に輝いている。

## 経歴

### 幼少期からデビューまで
ショーターはニュージャージー州ニューアークに生まれ、アイアンバウンド地区で育った。幼少期は絵を描くことや映画を好んだ。12歳のときに市の美術展で優勝し、15歳で長編漫画を描きあげた。教師の勧めによりニューアークアーツ高校へ進学した。同校はアメリカ合衆国初の公立芸術高校である。無断欠席で問題を起こし、アキレス・ダミーコが教える音楽理論のクラスに出席することとなった。ダミーコは最初の授業で「音楽は3つの方向に進む」と宣言し、それを説明するためにペルーの歌手イマ・スマックのレコード、イーゴリ・ストラヴィンスキーの『春の祭典』、そしてチャーリー・パーカーのレコードを見せ、ショーターにインスピレーションを与えた。
ショーターはクラリネットのレッスンを受けていたが、テナー・サックスに転向しトランペット奏者の兄アランらとともに演奏を始めた。グループはボヘミアン的な感性を重視した。フロントマンはジャッキー・ブランドというフットボール選手で、楽器は弾けなかったが、ディジー・ガレスピーのような恰好をして演奏を盛り上げた。しわくちゃの服を着て、楽譜の代わりに新聞を立てかけて演奏するなど、突拍子もない行動に誇りを持っていた。
1952年、ニューヨーク大学に進学した。大学在学中、ジョン・コルトレーンと練習を共にする機会があり影響を受けた。1956年に音楽教育の学位を得て卒業すると、ジョニー・イートン率いるプリンストニアンズで短期間活動し、そのテナーサックスのスピードとテクニックから「ニューアークの閃光」と呼ばれるようになった。
大学卒業後、ホレス・シルヴァーととも演奏していたが、徴兵のため2年間アメリカ陸軍に在籍した。陸軍では狙撃の名手と評価され軍に残るよう説得されたが退役し、メイナード・ファーガソンのバンドに参加した。ここで将来の共同作業者であるジョー・ザヴィヌルと出会った。

### ジャズ・メッセンジャーズ

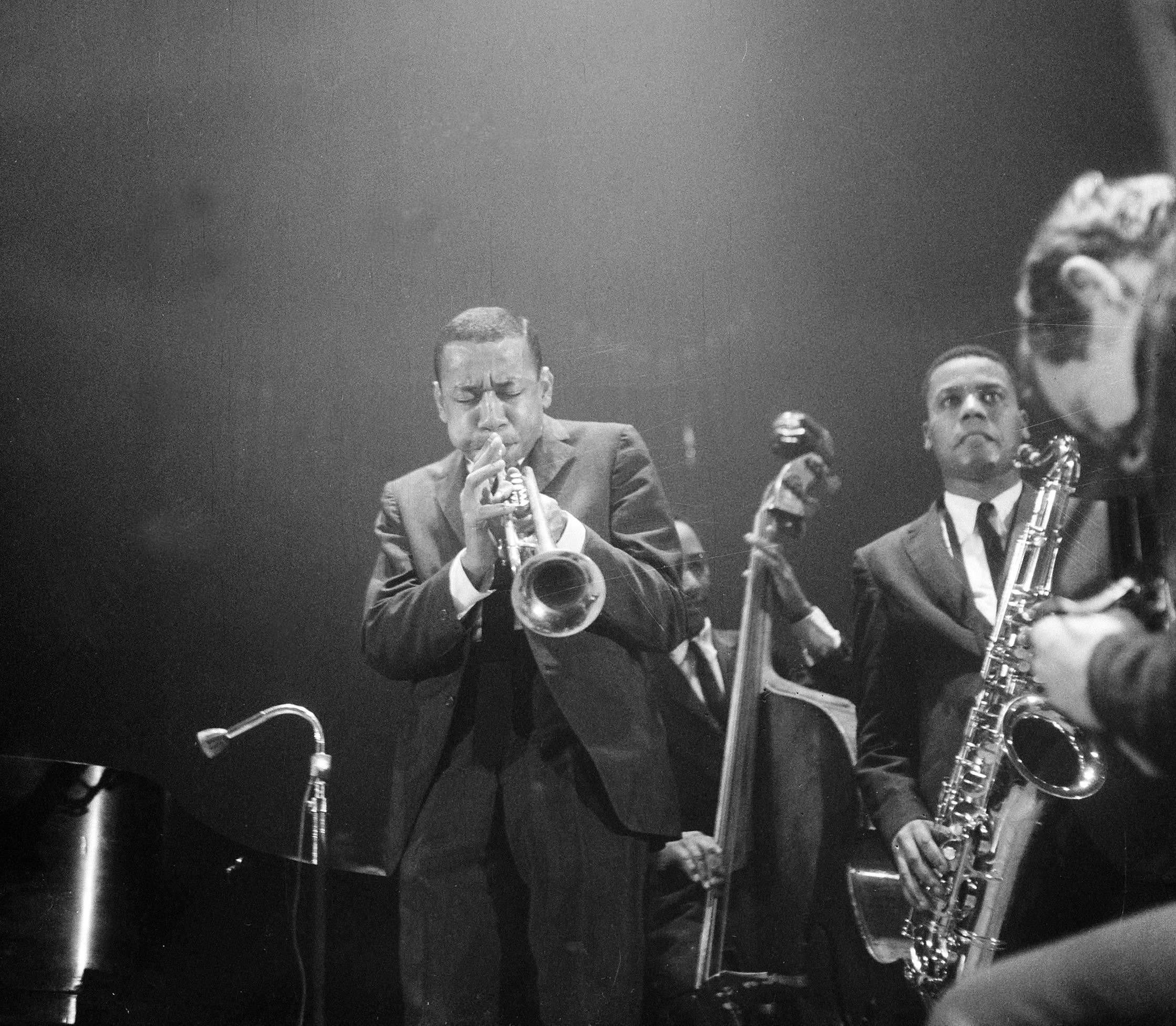
ジャズ・メッセンジャーズ時代 (1959年)

翌1959年にはアート・ブレイキーのジャズ・メッセンジャーズに参加した。音楽監督の役割も担い、作曲も多く担当した。ショーターの在籍中に録音されたアルバムは1961年の『チュニジアの夜』、1962年の『モザイク』、1963年『キャラヴァン』『ウゲツ』をはじめ評価の高いものが多く、リー・モーガンやフレディ・ハバードらが在籍したこの時期はジャズ・メッセンジャーズの黄金期の一つに数えられている。アメリカ国内だけでなくヨーロッパや日本へのツアーにも参加し、才能ある若きサックス奏者としてその名を確立した。
1959年、ショーターはヴィージェイ・レコードからリーダー・アルバム『イントロデューシング・ウェイン・ショーター』を発表した。以後、コンスタントにリーダー・アルバムを制作してゆくこととなる。

### マイルス・デイヴィス・クインテット

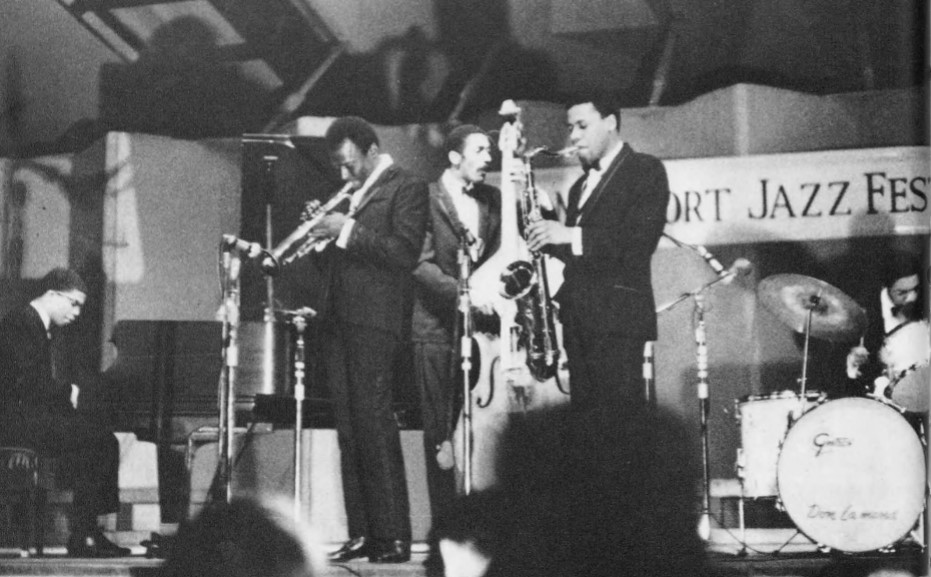
左からハービー・ハンコック、マイルス・デイヴィス、ロン・カーター、ウェイン・ショーター、トニー・ウィリアムス。1967年7月2日、ニューポート・ジャズ・フェスティバルにて。

マイルス・デイヴィスは、以前からショーターの引き抜きを試みていたが、1964年夏、ついにショーターを自分のクインテットに加えることに成功した。ハービー・ハンコック、ロン・カーター、トニー・ウィリアムスらとともに世代を超えて大きな影響を与え、セカンド・グレート・クインテットと呼ばれた。
デイヴィスは「ウェインは本物の作曲家だ。彼が望むサウンドとなるように皆のパートを書く。ウェインはまた、音楽的なルールというものに対する探究心のようなものを持ち込んできた。ルールがうまくいかなければ壊してしまうんだ。音楽において自由になるために、ルールを知ったうえで、自分らしい表現のためにルールを曲げてしまう。それを彼は理解していた」と述べた。
ハンコックは「あのグループの中で、私にとっての最高の作曲者だった。今でも最高だ。マイルスに曲を持って行って変更を加えられなかった数少ない人物の一人だった」と語った。
ショーターとデイヴィスはよく話した。デイヴィスは「俺の左足、どこか悪いんだ」と体の調子について話す一方、「ウェイン、音楽のように聞こえる音楽を演奏することに飽きたことはないか?」と尋ね、ショーターが答える前に「言いたいことはわかる」と言った。このやりとりについてショーターは「自分の質問に自分で答えているんだ。研究の成果のように聞こえる音楽も通用はするだろう。しかし本当に意外なもの、未知の世界のものを目指すとしたら? そういう挑戦なのだ。本当に恐れることなく、未知のもの、予想外のものと向き合っていくことが必要な時代。見たこともない状況と向き合わなければならないのだ」と語った。
音楽家で『ラフガイド』の著者でもあるイアン・カーは、「ブレイキーのハードでストレートアヘッドなリズムはショーターのテナー演奏の筋肉質な部分を引き出していたが、デイヴィスのリズム・セクションの自由度の高さによって、ショーターは新しい感情と技術の次元を探求することができた」と述べた。
『マイルス・デイヴィス大事典』著者の小川隆夫は、ショーターの加入の影響について「同じ曲をやってもマイルスのプレイが全然変わってるんです。マイルスがショーターに触発されたことがよくわかる」「音の出し方も、つんのめってる。アイディアが湧き出すんだけど指が追いつかない、そんな感じの吹き方なんですね。その後にスタジオ・アルバムの『ESP』を作るんだけど、そっちは落ち着いてる。ところがライブは嬉々としてやっているのがよくわかる」と述べた。
1970年まで在籍したショーターは、このクインテットで最も多作な作曲家となり、「E.S.P.」「ピノキオ」「ネフェルティティ」「サンクチュアリ」「フットプリンツ」「フォール」「プリンス・オブ・ダークネス」などの楽曲を提供した。マイルスのルーズなポスト・バップ・アコースティック・ジャズからエレクトロニック・ジャズ・ロックへの移行期の1968年末、ショーターはソプラノサックスを演奏するようになった。

### 並行するソロ活動
この時期のショーターはソロ活動を並行して行い、ハードバップから無調のアバンギャルド、さらにはジャズ・ロックまでその領域を広げていた。アルバムとして1964年の『ジュジュ』、1966年の『スピーク・ノー・イーヴル』、1967年の『アダムス・アップル』、1969年の『スキッツォフリーニア』 『スーパー・ノヴァ』といったすぐれた作品を立て続けに発表した。オールミュージックは『スピーク・ノー・イーヴル』について「ショーターは非常に独創的で珍しい作曲をしているにもかかわらず、ただのコルトレーンの弟子という不当な烙印を押されていたが、ついに本領を発揮した」と述べた。さらに『アダムス・アップル』について「ショーターが最も充実していた時期に発表した作品の中で最高の作品。ショーターはすでに独自の演奏スタイル、卓越した作曲スタイル、サイドメンとの完璧なバランスのとれた関係を築きあげている」と評価した。

### ウェザー・リポート

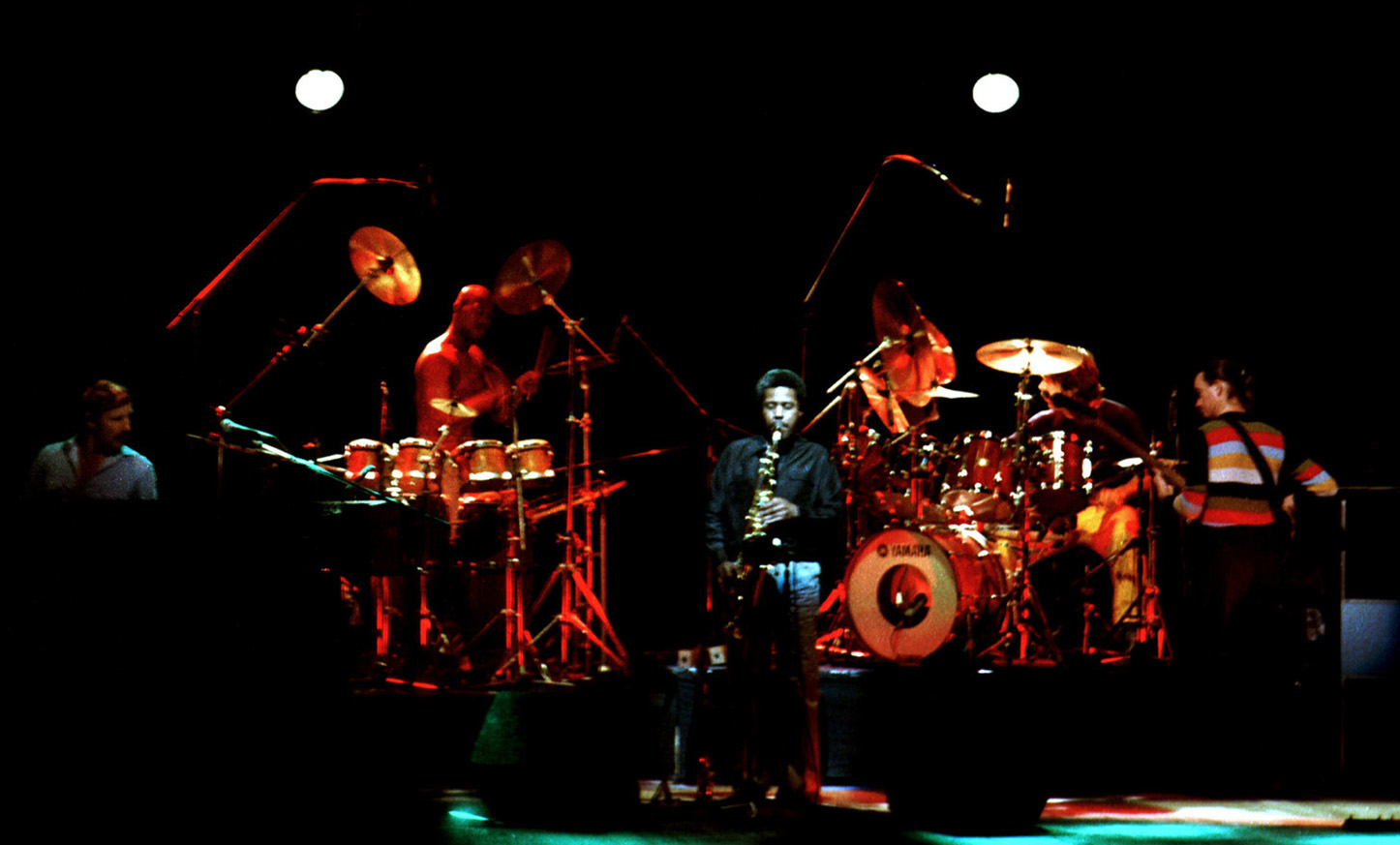
ウェザー・リポート時代 (1981年)

1970年11月、ショーターは旧知の仲であったジョー・ザヴィヌル、ミロスラフ・ヴィトウスと組んでウェザー・リポートを結成した。最初期はザヴィヌルの志向する実験的電子音楽の色彩が強かったが、頻繁なメンバー交代とともに音楽性も様々に変化した。ショーターはその中で15年にわたって在籍し、ザヴィヌルとともにグループを支えた。ショーターは1972年ごろから再びテナー・サックスを演奏するようになった。1970年代の最も創造的で影響力のあるバンドとして、世界中で絶大な人気を得た。ウェザー・リポートは商業的にも成功し、『ダウン・ビート』誌の「ベスト・アルバム賞」を5回連続で受賞するなど、批評家の評価も高かった。

### アルバム『ネイティヴ・ダンサー』
ウェザー・リポート在籍中はソロ活動をほとんど行わなかったが、この期間の数少ないリーダー・アルバムの一つが1975年に発表した『ネイティヴ・ダンサー』であった。ブラジルのスターであるミルトン・ナシメントと組んだこのアルバムは、ハービー・ハンコックがアコースティックピアノとエレクトリックキーボードを担当、パーカッショニストのアイアート・モレイラが参加し、ブラジリアン・ジャズ・フュージョンの傑作となった。ラテン・ジャズ・ネットワークは「ブラジル音楽とジャズのコラボレーションはこれ以前にも以後にも存在するが、これほど見事な構成と音楽性を持つものはない」と高く評価した。
1976年から1979年にかけてハービー・ハンコック、フレディ・ハバード、ロン・カーター、トニー・ウィリアムスらとV.S.O.P.クインテットとしてライブ活動を行った。
また、ジョニ・ミッチェル、スティーリー・ダン、カルロス・サンタナらとのレコーディング活動も行った。

### リーダーバンド期
ウェザー・リポートは1985年に実質的な解散となった。この年、10年ぶりのリーダー・アルバム『アトランティス』を発表し、意欲的なツアーを行った。続く『ファントム・ナビゲーター』『ジョイ・ライダー』とソロ・アルバムを発表した後は再びセッション活動等に重点を置き、1989年には、元イーグルスのドン・ヘンリーのヒット曲「The End of the Innocence」に参加し全米8位となった。
1995年、7年振りとなるリーダー作『ハイ・ライフ』を発表し、第39回グラミー賞において、ベスト・コンテンポラリー・ジャズ・パフォーマンス賞を受賞した。
1996年、ツアー中に、トランス・ワールド航空800便墜落事故により妻を亡くした。夫を驚かせるために、訪ねることを事前に伝えずに搭乗したという。ショーターは1985年、重度の脳性小児マヒであった娘を亡くしている。
1997年、ローリング・ストーンズの『ブリッジズ・トゥ・バビロン』に参加。1998年にはハービー・ハンコックの『ガーシュウィン・ワールド』にゲスト参加した。
2001年、ハンコックの『フューチャー・2・フューチャー』とマーカス・ミラーの『M²』に再び参加した。

### アコースティック・カルテットから晩年
2000年、ダニーロ・ペレス、ジョン・パティトゥッチ、ブライアン・ブレイドと共に新生アコースティック・カルテットを結成しライブ活動を行った。2002年にはこのグループ初のアルバム『フットプリンツ〜ベスト・ライヴ!』を発表した。
2003年、『アレグリア』は高い評価を受け、2004年の第46回グラミー賞において最優秀ジャズ・インストゥルメンタル・アルバム賞および最優秀インストゥルメンタル・コンポジション賞（「Sacajawea」)を受賞した。

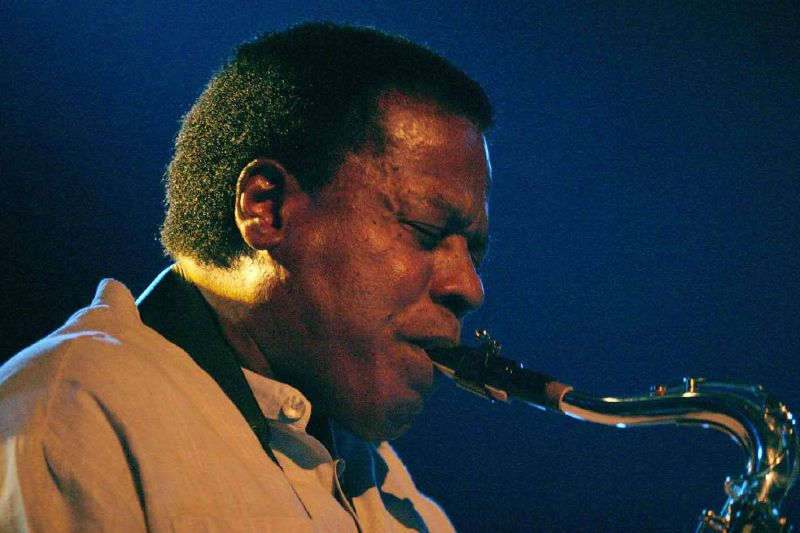
近年のショーター (2006年)

2005年、『ビヨンド・ザ・サウンド・バリアー』は2002年から2004年にかけてヨーロッパ、アメリカ、アジアの3大陸で行われたライブを収録した。第48回グラミー賞最優秀ジャズ・インストゥルメンタル・アルバム賞を受賞した。
2013年、『ウィズアウト・ア・ネット』は、1971年の『オデッセイ・オブ・イスカ』以来、43年ぶりにブルーノートからのアルバムとなった。「Orbits」で第56回グラミー賞の最優秀インプロヴァイズド・ジャズ・ソロ賞を受賞した。
2018年、『エマノン』は、2013年にオルフェウス室内管弦楽団と共演した4部構成の組曲と、2016年に行われたライブを収録した2枚の計3枚組の作品となった。第61回グラミー賞最優秀ジャズ・インストゥルメンタル・アルバム賞を受賞した
2023年3月2日、ロサンゼルスにて死去。89歳没。

## ディスコグラフィ

### リーダー・アルバム
| 録音年    | 発表年 | タイトル                                                                        | レーベル            | 備考                       |
| --------- | ------ | ------------------------------------------------------------------------------- | ------------------- | -------------------------- |
| 1959      | 1960   | イントロデューシング・ウェイン・ショーター Introducing Wayne Shorter            | Vee-Jay             |                            |
| 1960      | 1974   | セカンド・ジェネシス Second Genesis                                             | Vee-Jay             |                            |
| 1961      | 1962   | ウェイニング・モーメンツ Wayning Moments                                        | Vee-Jay             |                            |
| 1964      | 1964   | ナイト・ドリーマー Night Dreamer                                                | Blue Note           |                            |
| 1964      | 1965   | ジュジュ JuJu                                                                   | Blue Note           |                            |
| 1964      | 1966   | スピーク・ノー・イーヴル Speak No Evil                                          | Blue Note           |                            |
| 1965      | 1979   | ザ・スースセイヤー (予言者) The Soothsayer                                      | Blue Note           |                            |
| 1965      | 1966   | エトセトラ Etcetera                                                             | Blue Note           |                            |
| 1965      | 1966   | ジ・オール・シーイング・アイ The All Seeing Eye                                 | Blue Note           |                            |
| 1966      | 1967   | アダムス・アップル Adam's Apple                                                 | Blue Note           |                            |
| 1967      | 1969   | スキッツォフリーニア Schizophrenia                                              | Blue Note           |                            |
| 1969      | 1969   | スーパー・ノヴァ Super Nova                                                     | Blue Note           |                            |
| 1970      | 1974   | モト・グロッソ・フェイオ (アマゾン河) Moto Grosso Feio                          | Blue Note           |                            |
| 1970      | 1971   | オデッセイ・オブ・イスカ Odyssey of Iska                                        | Blue Note           |                            |
| 1974      | 1975   | ネイティヴ・ダンサー Native Dancer                                              | Columbia            | ミルトン・ナシメントと共演 |
| 1985      | 1985   | アトランティス Atlantis                                                         | Columbia            |                            |
| 1987      | 1987   | ファントム・ナビゲーター Phantom Navigator                                      | Columbia            |                            |
| 1988      | 1988   | ジョイ・ライダー Joy Ryder                                                      | Columbia            |                            |
| 1988      | 2007   | モントルー・ジャズ・フェスティバル 1988 Live at the Montreux Jazz Festival 1988 | Image Entertainment | カルロス・サンタナと共演   |
| 1995      | 1995   | ハイ・ライフ High Life                                                          | Verve               | 第39回グラミー賞           |
| 1997      | 1997   | 1+1                                                                             | Verve               | ハービー・ハンコックと共演 |
| 2002      | 2002   | フットプリンツ〜ベスト・ライヴ! Footprints Live!                                | Verve               |                            |
| 2003      | 2003   | アレグリア Alegría                                                              | Verve               | 第46回グラミー賞           |
| 2002–2004 | 2005   | ビヨンド・ザ・サウンド・バリアー Beyond the Sound Barrier                       | Verve               | 第48回グラミー賞           |
| 2010      | 2013   | ウィズアウト・ア・ネット Without a Net                                          | Blue Note           |                            |
| 2016      | 2018   | エマノン Emanon                                                                 | Blue Note           | 第61回グラミー賞           |

最優秀コンテンポラリー・ジャズ・パフォーマンス
最優秀ジャズ・インストゥルメンタル・アルバム

## 受賞歴

### グラミー賞
| 年   | 回 | 作品                             | 賞                                                 | 備考                                                                                       |
| ---- | -- | -------------------------------- | -------------------------------------------------- | ------------------------------------------------------------------------------------------ |
| 1979 | 22 | 8:30                             | 最優秀ジャズ・フュージョン・パフォーマンス         | ウェザー・リポートとして受賞                                                               |
| 1987 | 30 | Call Sheet Blues                 | 最優秀インストゥルメンタル作曲賞                   | ロン・カーター、ハービー・ハンコック、ビリー・ヒギンズとともに受賞                         |
| 1994 | 37 | A Tribute To Miles               | 最優秀ジャズ・インストゥルメンタル・パフォーマンス | ロン・カーター、ハービー・ハンコック、ウォレス・ルーニー、トニー・ウィリアムスとともに受賞 |
| 1996 | 39 | ハイ・ライフ                     | 最優秀コンテンポラリー・ジャズ・パフォーマンス     |                                                                                            |
| 1997 | 40 | Aung San Suu Kyi                 | 最優秀インストゥルメンタル作曲賞                   | 『1+1』収録、ハービー・ハンコックとともに受賞                                              |
| 1999 | 42 | In Walked Wayne                  | 最優秀ジャズ・インストゥルメンタル・ソロ           | J・J・ジョンソン『Heroes』収録                                                             |
| 2003 | 46 | アレグリア                       | 最優秀ジャズ・インストゥルメンタル・アルバム       |                                                                                            |
| 2003 | 46 | Sacajawea                        | 最優秀インストゥルメンタル作曲賞                   | 『アレグリア』収録                                                                         |
| 2005 | 48 | ビヨンド・ザ・サウンド・バリアー | 最優秀ジャズ・インストゥルメンタル・アルバム       |                                                                                            |
| 2013 | 56 | Orbits                           | 最優秀インプロヴァイズド・ジャズ・ソロ             | 『Without a Net』収録                                                                      |
| 2018 | 61 | Emanon                           | 最優秀ジャズ・インストゥルメンタル・アルバム       |                                                                                            |

### その他受賞
1996年：モントリオール国際ジャズフェスティバル・マイルス・デイヴィス賞
1998年：NEAジャズ・マスターズ
1999年：バークリー音楽大学名誉音楽博士号
2014年：アカデミー・オブ・アチーブメントのゴールデン・プレート賞
2017年：ポーラー音楽賞
2017年：ショック賞音楽芸術部門
2018年：ケネディ・センター名誉賞
2021年：ドリス・デューク・パフォーミング・アーティスト賞